# Gare des Bons-Pères
Gare des Bons-Pères vasútállomás Franciaországban, Rousies településen.

## Vasútvonalak
Az állomást az alábbi vasútvonalak érintik:
- Creil–Jeumont-vasútvonal

## Kapcsolódó állomások
A vasútállomáshoz az alábbi állomások vannak a legközelebb:
- Gare de Recquignies
- Gare de Maubeuge